# Ludwig Ramdohr
Ludwig Daniel Ramdohr (ur. 15 czerwca 1909, zm. 3 maja 1947 w Hameln) – zbrodniarz hitlerowski, członek załogi obozu koncentracyjnego Ravensbrück.
Oficer hitlerowskiej policji kryminalnej (Kripo). W latach 1942–1945 był członkiem Politische Abteilung (Wydziału Politycznego, czyli obozowego Gestapo) w Ravensbrück. Stał na czele oddziału IV tego Wydziału komendantury obozu, który zajmował się więźniarkami politycznymi. Odpowiedzialny za eksterminację i maltretowanie tych więźniarek. Specjalizował się w okrutnych przesłuchaniach.
W pierwszym procesie załogi Ravensbrück przed brytyjskim Trybunałem Wojskowym skazany na karę śmierci przez powieszenie. Stracony 3 maja 1947 w więzieniu Hameln.